# 長府郵便局
長府郵便局（ちょうふゆうびんきょく）は、山口県下関市にある郵便局。民営化前の分類では集配普通郵便局であった。

## 概要
住所：〒752-8799 山口県下関市長府中浜町5-19

### 出張所（局外ATM）
民営化前は以下の場所に出張所としてATMを設置していた。現在も同じ場所にATMがあるが、管理はゆうちょ銀行広島支店となっている。
- ゆめタウン長府内出張所[1]
- 長府ショッピングセンター内出張所

## 沿革
- 1873年（明治6年）6月1日 - 豊浦（とようら）郵便取扱所として開設[2]。
- 1875年（明治8年）1月1日 - 豊浦郵便局（五等）となる[2]。
- 1879年（明治12年） - 為替・貯金取扱を開始[2]。
- 1890年（明治23年）4月1日 - 長府郵便局に改称[2][3]。
- 1894年（明治27年）2月16日 - 長府郵便電信局に改称[2][4]。
- 1903年（明治36年）4月1日 - 通信官署官制の施行に伴い長府郵便局となる[2][5]。
- 1942年（昭和17年）3月1日 - 特定郵便局から普通郵便局に局種別改定[6]。
- 1977年（昭和52年）2月7日 - 局舎を新築。
- 2000年（平成12年）8月14日 - 外国通貨の両替および旅行小切手の売買に関する業務取扱を開始[7]。
- 2007年（平成19年）10月1日 - 民営化に伴い、併設された郵便事業長府支店に一部業務を移管。
- 2012年（平成24年）10月1日 - 日本郵便株式会社発足に伴い、郵便事業長府支店を長府郵便局に統合。

## 取扱内容
- 郵便、印紙、ゆうパック、内容証明
- 貯金、為替、振替、振込、国際送金、国債、投資信託
- 生命保険、バイク自賠責保険、自動車保険
- ゆうちょ銀行ATM
- 下関市内の一部地域（長府地区、王司地区：〒752-09xx、752-85xx、752-86xx、752-87xx）の集配業務
- ゆうゆう窓口

## 周辺
- 城下町長府
- 忌宮神社
- 長府商店街
- 下関市役所長府支所
- 山口県立豊浦高等学校
- 山口県立長府高等学校
- 国道2号
- 国道9号

## アクセス
- サンデンバス 城下町長府（鳥居前）停留所下車
- 中国自動車道 下関ICから北東へ約5.5km
- 駐車場あり：10台